# Slobodan Jovanović
Slobodan Jovanović, född 3 december 1869 i Novi Sad, död 12 december 1958 i London, var en jugoslavisk vetenskapsman och politiker.
Slobodan Jovanović var andre vice konseljpresident i Dušan Simovićs regering 1941, lämnade landet tillsammans med kungen och regeringen samma år, efterträdde i januari 1942 Simović som chef för exilregeringen i London, övertog i januari 1943 även inrikes- och utrikesministerposterna men avgick i juni 1943. Av Josip Broz Titos kommunistiska regim ställdes Jovanović jämte flera andra före detta ministrar inför krigsrätt och dömdes i juli 1946 för "förräderi" till 20 års straffarbete.